# Darling (språk)
Darling är ett australiskt språk som talas enligt Australiens folkräkning av 42 personer år 2016. Darling talas i Nya Sydwales. Darling tillhör de pama-nyunganska språken och skrivs med latinska bokstäver..